# Nothus empedocles
Nothus empedocles är en fjärilsart som beskrevs av Pieter Cramer 1782. Nothus empedocles ingår i släktet Nothus och familjen Sematuridae. Inga underarter finns listade i Catalogue of Life.